# Polyrhaphis lanei
Polyrhaphis lanei is een keversoort uit de familie van de boktorren (Cerambycidae). De wetenschappelijke naam van de soort werd voor het eerst geldig gepubliceerd in 2010 door Santos-Silva, Martins & Tavakilian.